# 明光市
明光市是中国安徽省滁州市下辖的一个县级市。原名嘉山县，三界戰術訓練基地位於此。市政府駐地龙山东路109号。区域总面积为2,335平方公里。
明光地处皖东，东与江苏盱眙、泗洪相邻，南与滁州市区接壤，北接五河，西邻定远、凤阳。常住总人口約49万；明光地域辽阔，面积2335平方公里，境内山水纵横，景观秀美，资源丰富，“三山二水四分田，还有一分是庄园；七湖六水老明光，三界四场跃龙冈”。其中耕地面积160万亩，山场60万亩，水面50万亩，草场50万亩，是全省6个县级市之一。疑為明太祖朱元璋出生地之一，享有“明皇故里、生态酒乡”的美誉，是全国科技先进市、全国文化先进市、全国水产百强市、全国电子商务进农村综合示范市、全国双拥模范城、全国河蟹产业先进县和省级文明县（市）、省级园林城市、省级森林城市。

## 行政区划
下辖4个街道办事处、12个镇、1个乡。
明光街道、明东街道、明南街道、明西街道、张八岭镇、三界镇、管店镇、自来桥镇、涧溪镇、石坝镇、苏巷镇、桥头镇、女山湖镇、古沛镇、潘村镇、柳巷镇和泊岗乡。

## 人口
根据第七次人口普查数据，截至2020年11月1日零时，明光市常住人口为48.9万人。

## 交通
明光市地处京沪铁路沿线。 宁洛高速、 104国道、 345国道横穿全境。

## 特产
女山湖大闸蟹：中国地理标志产品。